# Age of Wonders
Age of Wonders é um videogame de fantasia e estratégia para computador, baseado em turnos. Muito semelhante a Master of Magic, do qual incorporou vários elementos, chegou a ser considerado por alguns críticos o seu sucessor, à época do lançamento, em 1999.
O jogo ganhou três continuações, Age of Wonders II: The Wizard's Throne, lançado em 2002;  Age of Wonders: Shadow Magic, de 2003; e Age of Wonders III, de 2014.

## Elementos do jogo
Cada jogador comanda uma das raças do jogo: orcs, humanos, anões, elfos, halflings, mortos-vivos, azracs, homens altos (highmen), homens-lagartos, frostlings, elfos das trevas e goblins. Em cada mapa ou cenário estão disponíveis no mínimo duas e no máximo 12 destas raças..
Cada raça dispõe de unidades diferentes, com capacidades semelhantes, porém características diferentes; e uma determinada unidade só pode ser criada numa cidade habitada pela raça correspondente.
Equipamentos como máquinas de guerra e navios são produzidos em instalações especiais (oficinas e estaleiros, respectivamente), que também podem ser conquistadas pelo jogador.
Jogando contra outra(s) pessoa(s) ou contra uma inteligência artificial, o jogador deve mover suas unidades por um mapa em três níveis (um na superfície e dois subterrâneos) para conquistar cidades, minas de ouro e outras fontes de recursos. O controle de riquezas e magia permite criar novas unidades ou aperfeiçoar as existentes, até que o jogador consiga dominar o mapa, vencendo assim o jogo.
Cada ação do jogador que afete outras raças, seja de forma benéfica (desenvolver cidades, promover migrações, atacar os inimigos) ou maléfica (atacar, destruir ou pilhar cidades) afeta o seu relacionamento diplomático. Assim, é possível criar e romper alianças estratégicas para facilitar a conquista de territórios e recursos.